# Addis Abebe
Addis Abebe   (Tigre, 5 de setembre de 1970) és un ex atleta etíop especialista en fons. El seu major èxit fou la medalla de bronze obtinguda a la prova dels 10.000 metres als Jocs Olímpics de Barcelona 1992.
El gener de 1993, Abebe va ser notícia quan va guanyar una cursa de 10 km a Jakarta, establint un rècord mundial de 27:40 en aquesta distància. D'un sol cop, va guanyar 500.000 dòlars en premis, una quantitat exorbitant en córrer en aquell moment.

## Resultats
| Any  | Competició               | Seu                  | Resultat | Extra         |
| ---- | ------------------------ | -------------------- | -------- | ------------- |
| 1988 | Campionat del Món Júnior | Sudbury, Canadà      | 3r       | 5.000 metres  |
| 1988 | Campionat del Món Júnior | Sudbury, Canadà      | 1r       | 10.000 metres |
| 1989 | Campionat d'Àfrica       | Lagos, Nigèria       | 2n       | 5.000 metres  |
| 1989 | Campionat d'Àfrica       | Lagos, Nigèria       | 1r       | 10.000 metres |
| 1990 | Campionat d'Àfrica       | El Caire, Egipte     | 3r       | 10.000 metres |
| 1991 | Campionat del Món        | Tòquio, Japó         | 13è      | 10.000 metres |
| 1992 | Jocs Olímpics            | Barcelona, Catalunya | 3r       | 10.000 metres |
| 1992 | Copa del Món de la IAAF  | L'Havana, Cuba       | 1r       | 10.000 metres |

## Millors marques
Millors marques.
- 5000 metres - 13:58.08 (1988)
- 10000 metres - 27:17.82 (1989)
- Mitja marató - 1:02:40 (1998)